# آنسیکلوپدی ۲۱۰۰۰
سیارک ۲۱۰۰۰ (به انگلیسی: 21000 L'Encyclopedie، نامگذاری:1987BY1) بیست و یک هزارمین سیارک کشف شده‌است که در ۲۶ ژانویه ۱۹۸۷ کشف شد.
قدر مطلق سیارک برابر ۱۲.۹ است.